# Prčanj
Prčanj je vesnice na západním pobřeží Boky Kotorske naproti Dabrotě. Stará část je položena ve svazích na úpatí masivu Vrmac, novější část vyrostla na pobřeží. Spolu s vesnicí Muo a Donjim Stolivem zabírá délku 7 km pobřeží. V roce 2003 zde žilo 1 244 obyvatel

## Historie
První zmínky o osídlení pocházejí ze 13. století. Tehdy se město jmenovalo Persano nebo Perzano a bylo domovem jak významných bokelských válečníků, tak zručných námořníků, kteří již v 17. století zajišťovali první poštovní službu po Jadranu a dokonce i mezi Benátkami a Istanbulem.

## Současnost
Dnes je Prčanj pokladnice kulturních a historických památek, které jsou známé díky svému architektonickému provedení a kulturní hodnotě. Mezi nimi vyniká kostel Rodenje Bogorodice, který je nejimpozantnější stavbou v Boce Kotorske[zdroj?]. Byl postaven z bílého mramoru podle projektu benátského architekta Bernardina Maccaruziho z roku 1799. Dnes se před kostelem nacházejí busty významných církevních osobností a spisovatelů.